# Родничнодольська сільська рада
Родничнодо́льська сільська рада (рос. Родничнодольский сельский совет) — сільське поселення у складі Переволоцького району Оренбурзької області Росії.
Адміністративний центр — село Родничний Дол.

## Населення
Населення — 1436 осіб (2019; 1597 в 2010, 1761 у 2002).

## Склад
До складу сільської ради входять:
| Населений пункт     | Населення, осіб (2002) | Населення, осіб (2010) |
| ------------------- | ---------------------- | ---------------------- |
| Краснопольє, село   | 132                    | 150                    |
| Ричковка, село      | 307                    | 262                    |
| Родничний Дол, село | 1111                   | 1006                   |
| Шуваловка, село     | 211                    | 179                    |